# Utbildningssystem
Begreppet utbildningssystem syftar generellt till den struktur som omfattar alla institutioner och möjligheter att erhålla utbildning inom ett land. Det inbegriper alla förskoleinstitutioner, från familjeutbildning och/eller tidig barndomsutbildning, genom förskola, grundskola, gymnasium och högre utbildning, såsom universitet och högskolor. Begreppet omfattar även institutioner för kontinuerlig yrkes- och personlig utbildning, samt privata utbildningsinstitutioner.
FN:s organisation för utbildning, vetenskap och kultur (UNESCO) erkänner nio utbildningsnivåer i sitt internationella standardklassifikationssystem för utbildning (ISCED) (från nivå 0 (förskoleutbildning) till nivå 8 (doktorand)). UNESCO:s internationella byrå för utbildning sammanställer en databas över landspecifika utbildningssystem och deras stadier.